# Younes Moujahid
Younes Moujahid (in het Arabisch: دهاجملا سنوي, Tétouan, 1956), in de internationale pers ook geschreven als Younes M'Jahed, is een Marokkaans journalist en bestuurder.

## Levensloop
Moujahid doorliep zijn lagere school te Casablanca en genoot zijn middelbaar onderwijs te Tétouan. Vervolgens studeerde hij sociologie aan de Université Mohammed V te Rabat.  In 1976 werd hij gearresteerd en veroordeeld voor een gevangenisstraf van 10 jaar in de gevangenis van Kenitra. Hij was actief lid van de marxistische Ila El Amam-beweging van Abraham Serfaty. In 1986 trad hij in dienst als journalist bij de Marokkaanse krant al-Ittihad al-Ichtiraki. Tevens was hij werkzaam bij een Spaans persagentschap.
In de loop der jaren werd hij de rechterhand van Larbi Messari en werd hij aangesteld als adjunct-algemeen secretaris van de Syndicat national de la presse marocaine (SNPM), van deze organisatie werd hij in 1999 verkozen tot algemeen secretaris. Daarnaast staat hij sinds oktober 2018 aan het hoofd van de Conseil national de la presse (CNP) te Marokko.
Daarnaast werd hij tijdens het IFJ-congres te Recife in 1998 werd hij aangesteld als adviseur in de executieve raad. Vervolgens werd hij tijdens het 27e congres te Moskou in 2007 aangesteld als ondervoorzitter en tijdens het 28e congres te Dublin in juni 2013 als senior ondervoorzitter. Tijdens het 30e congres te Tunis in juni 2019 ten slotte werd hij verkozen tot voorzitter van de Internationale Federatie van Journalisten in opvolging van de Belg Philippe Leruth.